# 디지털 장의사
디지털 장의사는 디지털 기록을 삭제함으로써 원치 않는 정보로 고통을 받는 피해자들의 상처를 치유해주는 직업이다. 개인의 기록 외에도 기업이나 단체에 대한 근거 없는 비방 게시물이나 허위사실을 지우는 일도 떠맡는다.
대한민국에서는 잊힐 권리에 대해 헌법상 명문 규정은 없으나 한국의 개인정보보호법과 정보통신망 이용촉진 및 정보보호 등에 관한 법률에 따르면 일정 요건이 충족될 경우 개인정보의 삭제를 요청할 수 있는 권리를 보장한다. 반면, 잊혀질 권리의 수호를 사적 검열의 일종으로 보는 시각도 존재한다.
2020년 말 기준으로 대한민국의 디지털 장의사 업체는 20여곳이 있으며 한국직업능률개발원, 한국디지털평판관리협회 등에서 디지털 자격증도 제공한다.